# گاستون درفو
گاستون درفو (فرانسوی: Gaston Dreyfus‎) دوچرخه‌سوار اهل فرانسه بود. وی در بازی‌های المپیک تابستانی ۱۹۰۸ شرکت کرده است.